# Renault DeZir
El Renault DeZir es un prototipo de automóvil deportivo eléctrico creado por el fabricante francés Renault que se presentó por primera vez oficialmente en el Salón del Automóvil de París 2010. Es un cupé de 2 asientos con puertas de mariposa, y el interior es de cuero rojo. Las puertas de mariposa del prototipo se abren como una puerta de mariposa convencional en el lado del conductor y una puerta de mariposa suicida en el lado del pasajero. Cuenta con un motor eléctrico de montaje central de 148 hp. Acelera de 0-60 mph (0-97 km/h) en cinco segundos y alcanza una velocidad máxima de 112 mph (180 km/h).
El DeZir es el primero de una serie de prototipos que están allanando el camino para el futuro de Renault tanto estética como tecnológicamente. La serie se basa en las etapas de la vida que un cliente de Renault podría enfrentar. En las propias palabras de Renault, sus clientes se enamorarán, descubrirán el mundo, formarán una familia, trabajarán, se divertirán y se volverán sabios. El prototipo DeZir simbolizaba la etapa de amor, el prototipo Captur simbolizaba la etapa de descubrimiento, el R-Space representaba el escenario familiar y el Frendzy representa la etapa de trabajo.

## En juegos
El prototipo DeZir aparece en el nuevo "Photo-Finish Pack" para el juego de carreras Driveclub, disponible de forma gratuita. También está disponible en los juegos de carreras Asphalt 9 Legends, Asphalt 8: Airborne y Asphalt Nitro en dispositivos iOS, Android, Windows 8 y 10; y Real Racing 3 en iOS, dispositivos Android.

## Coches relacionados

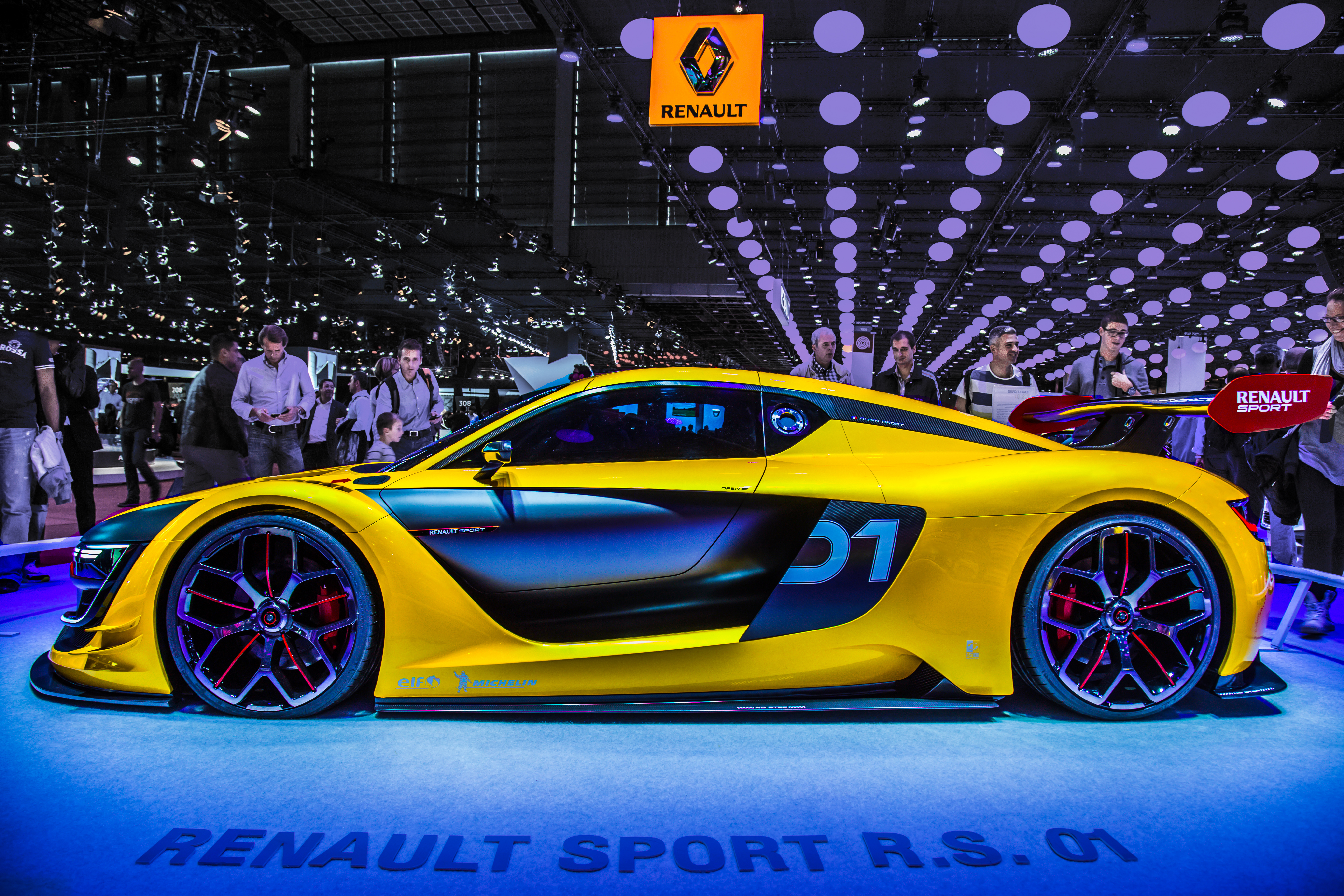
Renault Sport R.S. 01 en el 2014 Paris Motor Show

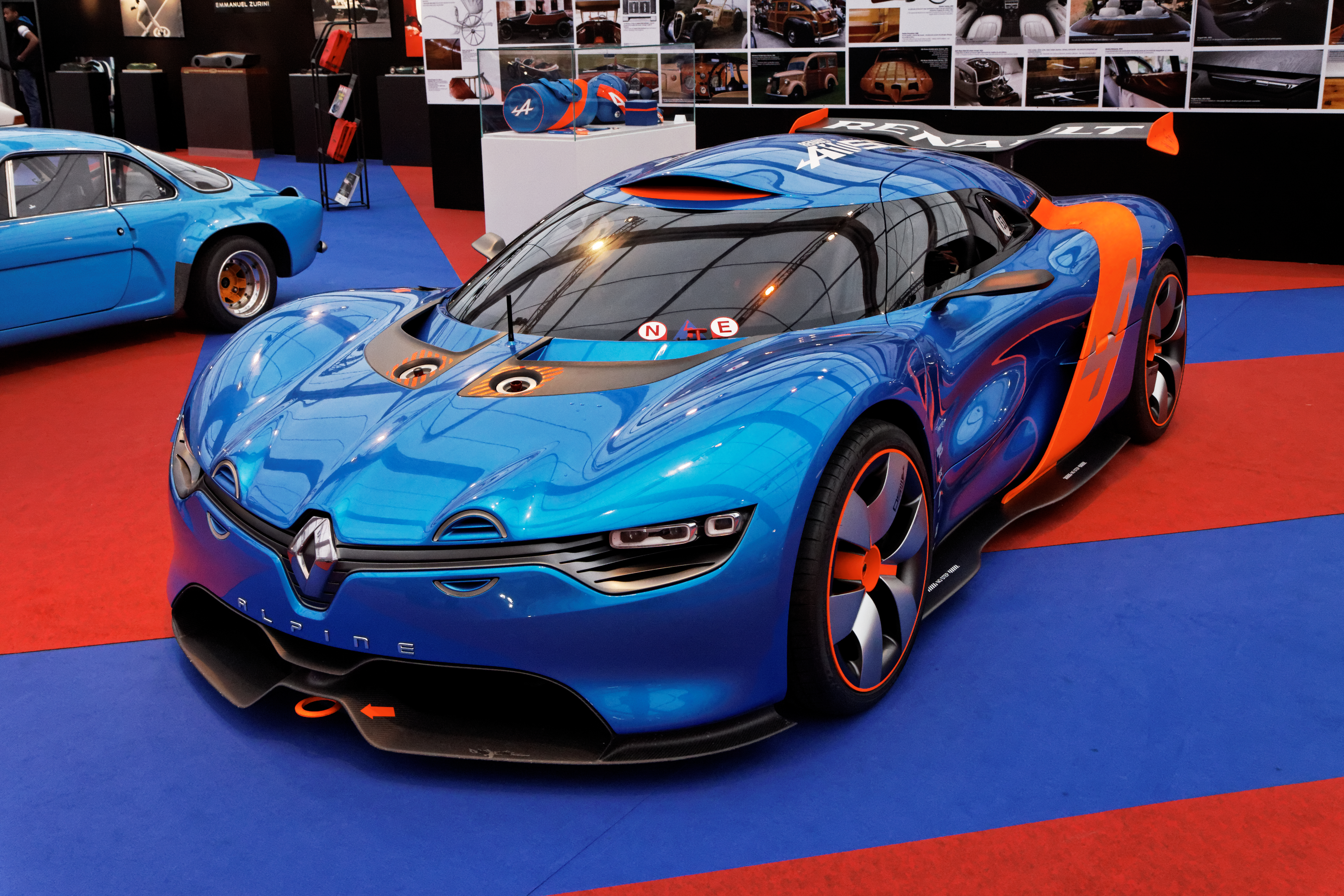
Alpine A110-50 en el Festival Internacional de Automóviles 2013

### Renault Sport R.S. 01

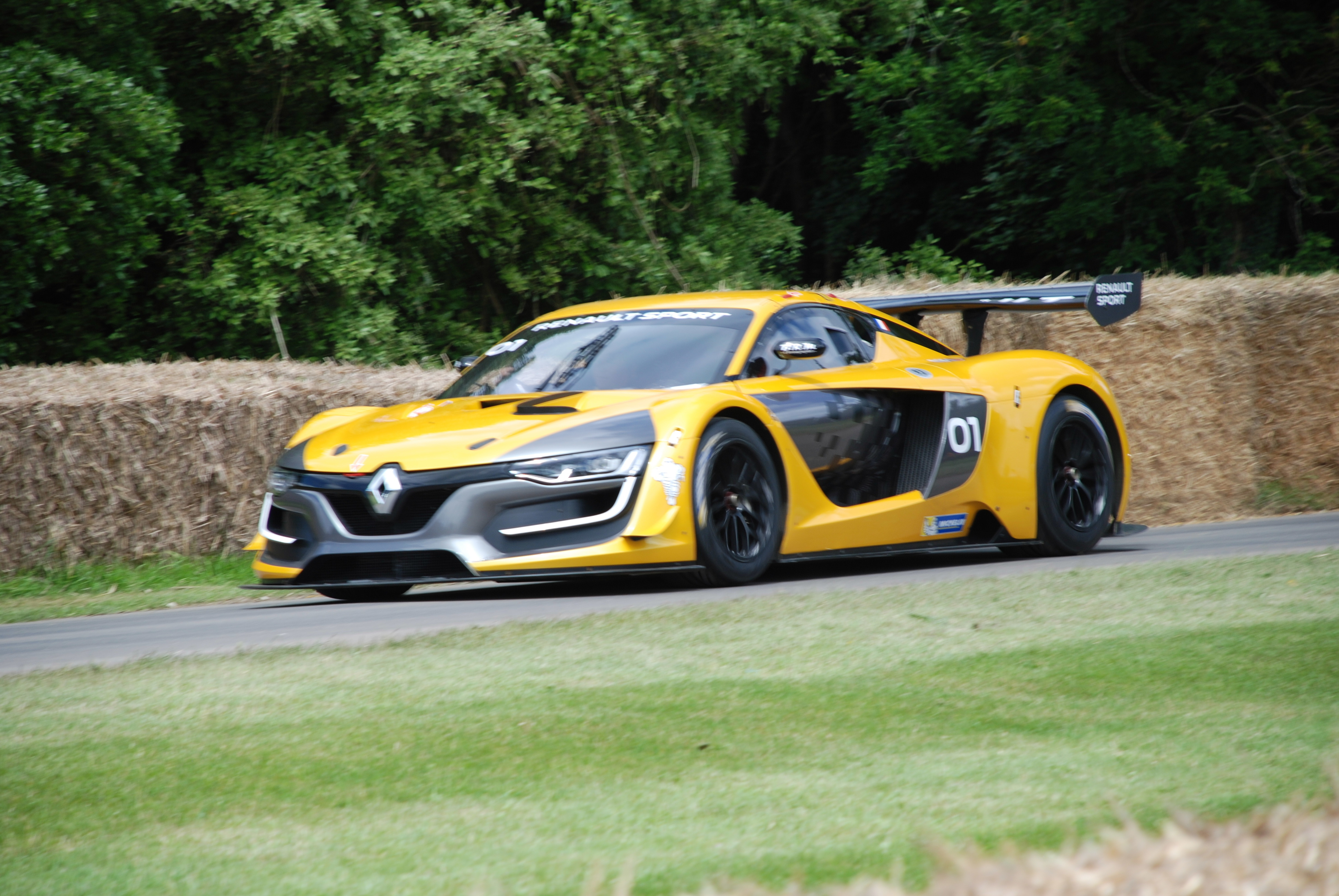
R.S 01

El Renault Sport R.S. 01 es un coche de carreras fabricado por Renault, y se basa en el DeZir. Originalmente, el coche compitió en la serie de una sola marca de Renault, el Renault Sport Trophy, hasta que decidieron mudarse fuera de las fronteras de Renault y competir en la clasificación Group GT3.
A diferencia del DeZir, el R.S. 01 tiene un motor de gasolina. Utiliza el 3.8 litros VR38DETT V6 de Nissan, pero ha sido ligeramente ajustado por Nismo para las regulaciones de la pista. En general, tiene 500 hp.
Las miradas también son bastante diferentes en comparación con el DeZir, pero el R.S. 01 todavía conserva el linaje y el DeZir en su diseño.

### Alpine A110-50

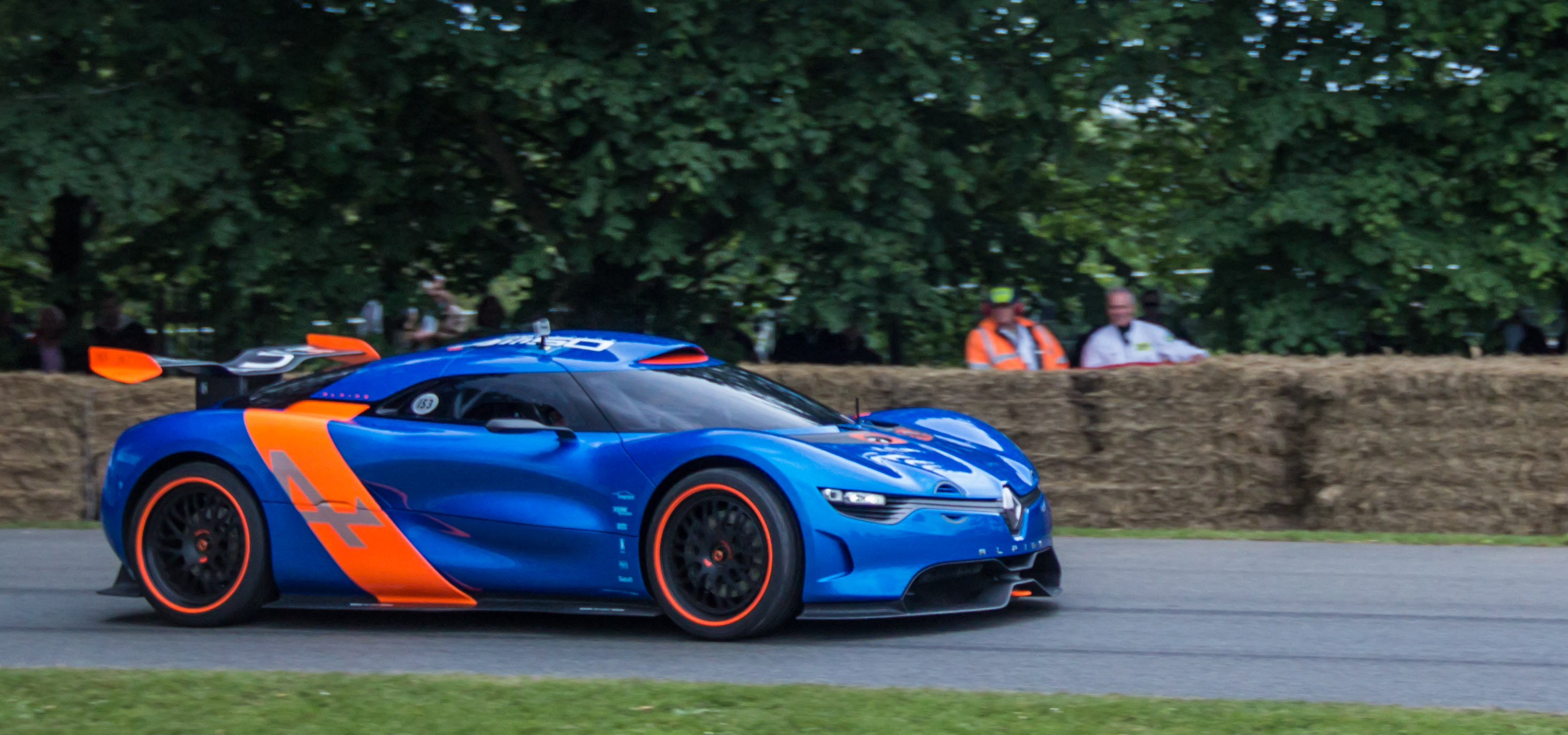
Alpine A110-50

El Alpine A110-50 es un prototipo fabricado por Renault, y aunque no se basa en él, tiene claves de diseño similares a DeZir. El automóvil fue construido para conmemorar los 50 años del original A110 de 1962.
Como el R.S. 01, el A110-50 no usa un motor eléctrico, sino un motor de gasolina. Utiliza una variación 335 hp del motor de 3.5 litros Renault Nissan VQ basado en el Mégane .
El lenguaje de diseño es muy similar al DeZir, pero ya que conmemora los 50 años del A110 original, también conserva algunas claves de diseño del automóvil original.